# IOWA (band)
IOWA is een Wit-Russische popband.

## Geschiedenis
IOWA werd gevormd in de Wit-Russische stad Mogiljov in 2009. De groep is vernoemd naar het album Iowa van Slipknot. Om hun kans op succes te vergroten verhuisde de groep naar Sint-Petersburg, waar ze producer Oleg Baranov ontmoetten.
In 2012 nam de groep voor Rusland deel aan New Wave waar ze uiteindelijk zesde werden. De groep won wel een speciale prijs door luisteraars van Love Radio. Tijdens het festival kreeg de groep positieve beoordelingen van onder meer Valeria en Nelly Furtado. Later dat jaar ontving de groep ook de prijs Ontdekking van het Jaar, uitgereikt door het Ministerie van Cultuur van Wit-Rusland.
De grote doorbraak van de groep kwam echter pas in 2014. Het liedje Oelybajsja, wat juni 2014 uitkwam, belandde op 1 in de Russische iTunes en werd daarna het op een na meest verkochte liedje van de eerste helft van 2014. Aan het einde van 2014 had de videoclip van het nummer al meerdere miljoenen hits op YouTube.
In 2015 werd de groep genomineerd in de categorie Best Russian Act tijdens de MTV Europe Music Awards. In september hetzelfde jaar brachten ze de single Bjot bit uit. Kort daarna werd bekend dat hun liedje Oelybajsja in Just Dance 2016 zou voorkomen.
Op 1 november 2016 kwam IOWA's tweede album Import uit.

## Samenstelling
- Jekaterina Ivantsjikova (Tsjaoesy, Oblast Mogiljov, 18 augustus 1987) - zang, basgitaar
- Leonid Teresjtsjenko (Mogiljov, 9 november) - gitaar
- Vasili Boelanov (Mogiljov, 25 mei 1985) - drums

## Discografie

### Albums
- 2014 - Export
- 2016 - Import